# 伯德金河
伯德金河（Burdekin River）是位于大洋洲的澳大利亚国家的一条河流。该河流发源于锡维尤岭，入海口在澳大利亚东北部的上始湾，总长度710km。该河流是由欧洲人鲁德维格·李克哈迪特在1845年发现了该河流，并用了汤玛士·伯德金太太的名字来命名因而得名。该河流也是其中一条流进世界最大最深的海——珊瑚海的河流。